# Fabrizio Barontini
Fabrizio Barontini (Cascina, 21 ottobre 1941) è un ex calciatore italiano, di ruolo mediano.

## Carriera
Con eccezione degli inizi di carriera nel Rosignano Solvay, ha trascorso tutta la carriera nelle file del Pisa, di cui è stato una bandiera nel corso degli anni sessanta e settanta. Ha infatti disputato in nerazzurro 14 campionati, 8 in Serie C, 5 in Serie B e uno in Serie A (stagione 1968-1969, chiusa dai toscani al penultimo posto) detenendo il record assoluto di presenze nel club.
Ha totalizzato complessivamente 20 presenze in Serie A, con all'attivo la rete del successo sulla Sampdoria del 1º dicembre 1968, e 160 presenze e 11 reti in Serie B.

## Palmarès

### Club

#### Competizioni nazionali
- Campionato italiano Serie C: 1

Pisa: 1964-1965 (girone B)